# Monodhéndrion (ort i Grekland)
Monodhéndrion (Monodendri) är en ort i Grekland.   Den ligger i prefekturen Nomós Achaḯas och regionen Västra Grekland, i den centrala delen av landet, 180 km väster om huvudstaden Aten. Monodhéndrion ligger 46 meter över havet och antalet invånare är 721.
Terrängen runt Monodhéndrion är varierad. Havet är nära Monodhéndrion åt nordväst. Runt Monodhéndrion är det ganska tätbefolkat, med 86 invånare per kvadratkilometer. Närmaste större samhälle är Patras, 9,3 km nordost om Monodhéndrion. Trakten runt Monodhéndrion består till största delen av jordbruksmark.